# El valle de la muerte
El valle de la muerte es una película del año 1977 del cineasta Sergio Martino. Supone uno de los últimos spaghetti western importantes junto con Keoma.

## Argumento
Un cazarrecompensas al que llaman Mannaja viaja a un pueblo donde tiene una vieja deuda que saldar con el cacique local McGowan, que explota a la población obligándola a trabajar en una mina bajo condiciones infrahumanas.
En principio Mannaja se ofrece a trabajar para McGowan para proteger los transportes de oro por la comarca, a menudo azotada por ladrones y bandidos. Cuando el esbirro de McGowan, Valler, le traiciona, McGowan rememora el terrible pasado de Mannaja y no le queda más remedio que aceptar su ayuda.
- Datos: Q1149805